# المهرجان (فلم)
المهرجان هو فيلم مصري عرض عام 2014، بطولة سادات وفيفتي وأمينة خليل ورامي غيط.

## قصة الفيلم
يتناول الفيلم أغاني المهرجانات الشعبيية المصرية التي انتشرت في السنوات الأخيرة، من خلال قصة اثنان من مطربي هذه الأغاني (فيفتي وسادات) واللذان يقطنان في إحدى المناطق الشعبية ويجدا أنفسهما في مواجهة العديد من التحديات من أجل إثبات الذات في عالم صناعة موسيقى المهرجانات.

## طاقم التمثيل
- سادات
- فيفتي
- محسن منصور
- أمينة خليل
- رامي غيط
- ياسمين كساب
- رانيا منصور
- عايدة رياض
- سلوى عثمان
- عبد الله مشرف
- صبري عبد المنعم
- عارفة عبد الرسول
- ليلى عز العرب
- محمد عبد المعطي
- سميرة الهواري

## فريق العمل
- إخراج: حسام الجوهري
- تأليف: محمد عبد المعطي
- إنتاج: إم جي بي للإنتاج السينمائي
- توزيع داخلي: المجموعة الفنية المتحدة
- توزيع خارجي: الماسة للإنتاج الفني
- مونتاج: إيهاب جوهر
- موسيقى تصويرية: هيثم الخميسي
- مدير التصوير: محمد مصطفى

## وصلات خارجية
- مقالات تستعمل روابط فنية بلا صلة مع ويكي بيانات